# باتريك كورتيس
باتريك كورتيس (بالإنجليزية: Patrick Curtis)‏ هو منتج أفلام أمريكي، ولد في 1938.

## وصلات خارجية
- باتريك كورتيس على موقع IMDb (الإنجليزية)
- باتريك كورتيس على موقع قاعدة بيانات الفيلم (الإنجليزية)